# Глыбоцкое
Глыбоцкое (бел. Глыбо́цкае) — деревня в Марковичском сельсовете Гомельского района Гомельской области Республики Беларусь. В архивных источниках пишется как Глубоцкое.
Рядом месторождение кирпичного сырья (1 млн м³).

## География
В 13 км от железнодорожной станции Кравцовка (на линии Гомель — Чернигов), 47 км на юго-восток от Гомеля, 1 км от государственной границы с Украиной.

### Гидрография
На реке Лубянка (приток реки Немыльня).

## История

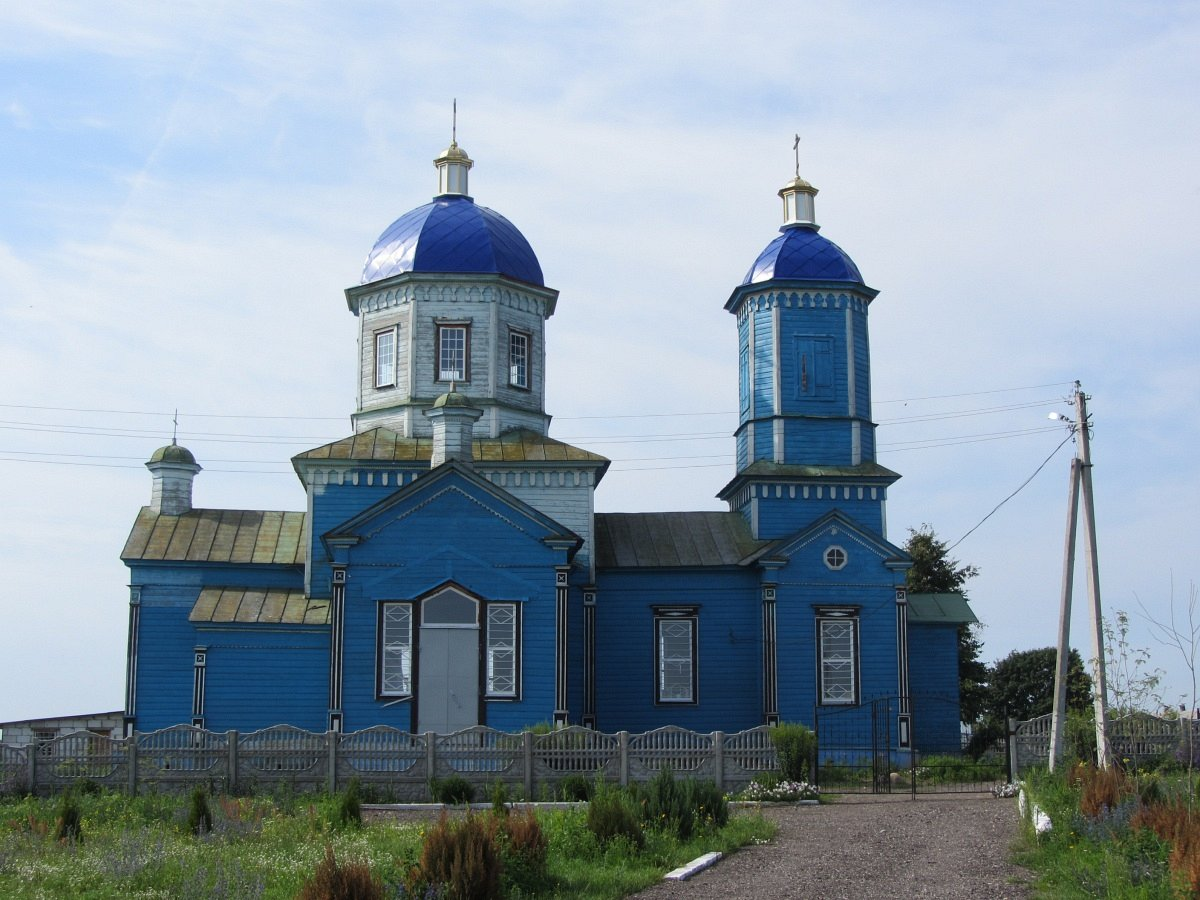
Храм Рождества Богородицы

Обнаруженное археологами городище (в 0,5 км на запад от деревни) свидетельствует о заселении этих мест с давних времён; на юге деревни, недалеко от болот, были произведены раскопки могильных курганов Радимичей и найдены их вещи. Е. Р. Романов, который обследовал площадку в 1910 году, писал, что в 1883 году жители нашли клад в объёме 2-х ведер арабских дирхамов династии саманидов 895—910 годов (77 монет хранятся в Эрмитаже Санкт-Петербурга). Согласно первым письменным источникам деревня известна с XVIII века. Историческое название, упомянутое во многих архивных документах — Глубоцкое.
После 1-го раздела Речи Посполитой (1772 год) — в составе Российской империи. В 1788 году в Гомельской волости Белицкого уезда, владение фельдмаршала графа П.А. Румянцева-Задунайского, затем — графа И.Ф. Паскевича. В 1816 году в составе Николаевской экономии Гомельского поместья (фольварк Николаевский, находился между современными Годичево и Поддобрянкой). В 1849 году зажиточный крестьянин Карп Леонович Луцков построил небольшую деревянную Рождества Пресвятой Богородицы церковь на каменном фундаменте, которая в 1881 году была перестроена и является памятником деревянного зодчества. В Национальном историческом архиве Беларуси в Минске хранятся метрические книги церковных записей о родившихся (с указанием имени, даты рождения и крещения, именами родителей и крестных), браковенчавшихся (с указанием даты венчания, возраста молодых и фамилии их свидетелей [поручителей]) и умерших (с указанием даты смерти и отпевания, причины смерти) за 1877, 1880—1918 годы; книги брачных обысков за 1871—1879, 1902—1919 годы; ревизские сказки по учёту помещицких крестьян вотчинного управления гомельского имения графа Румянцева-Задунайского за 1811, 1816, 1818, 1850 годы. В 1867 году начало действовать народное училище, для которого в 1903 году построено собственное здание в Марковичской волости Гомельского уезда. Работали 2 круподробилки, основанные в 1873 и 1879 годах крестьянином Елпидором Ивановичем Пашниковым. В 1886 году 3 ветряные мельницы основаны Никитой Кузьменковым, Степаном Легиновым, Никифором Ковшаровым, хлебозапасный магазин. На рубеже XIX-XX веков (в 1880—1920 годы) наблюдалась большая младенческая смертность: в семьях из 8-12 детей выживали 4-5, за год в деревне могло умереть 5 взрослых и 20-25 детей. Согласно переписи 1897 года располагался трактир. 29.03.1898 года было принято решение об открытии избы-читальни при чайном попечительстве о народной трезвости в Гомельском уезде, откуда были препровождены 122 книги, это стало началом появления публичной библиотеки в Глыбоцком. В 1909 году 2923 десятин земли. В 1911 году открыто потребительское товарищество, где реализовывали муку, сахар и другие продукты питания. С 1914 по 1917 годы организовано сельскохозяйственное общество, где выявляли племенных животных из эвакуированных стад (в годы первой мировой войны скот эвакуировали с оккупированных территорий) и распределяли их на зимнее содержание среди местных крестьян. При сельскохозяйственном обществе было опытное поле, где совершенствовали высокоурожайные сорта семян, минеральных удобрений и продвигали передовые методы ведения сельского хозяйства. В 1919 году образован крестьянский сельский совет; первыми председателями были Борисенко Иван Малахович, Поздняков Яков Сидорович. Весной 1920 года пожар уничтожил 92 двора, на следующий год произошли ещё три крупных пожара, дворы были восстановлены.
В 1926 году работали отделение потребительской кооперации, отделение связи, начальная школа. С 8 декабря 1926 года — центр Глыбоцкого сельсовета Краснобудского, с 4 августа 1927 года — Тереховского, с 25 декабря 1962 года — Добрушского, с 18 января 1965 года — Гомельского районов в составе Гомельского округа (до 26 июля 1930 года), Гомельской области (с 15 января 1938 года). В 1930 году организован колхоз «Пески», с 1951 года — колхоз имени Владимира Ильича; работали торфодобывающая артель (1946—1958 годы, 115 рабочих), 2 ветряные мельницы, кузница, ясли, пожарная станция. В лагеря сталинских репрессий попали 6 местных жителей, некоторые не вернулись, многие семьи отправились в ссылку на поселение на Украину и в Сибирь, на Дальний Восток, Алтай.
Во время Великой Отечественной войны в оккупационный период власть осуществлялась местной полицией, убито 3 жителя, 2 подростка подорвались на немецкой мине в лесу. При освободительных боях с 26 по 28.09.1943 года жители деревни, взяв с собой только необходимые вещи, спрятались в лесу, где находились 3 дня, одна крестьянка даже родила там мальчика. По возвращении люди увидели настоящий хаос: все было разворочено и разграблено, несколько изб сожжено для освещения объезда грязи отступающими немецкими захватчиками. Через несколько дней к крестьянке на окраине деревни ворвался в нетрезвом состоянии немецкий солдат и потребовал еды, та, долго не думая, заперла его в доме и доложила находящимся в деревне нашим солдатам. После допроса выяснилось, что это немецкий диверсант, посланный сжечь деревню; его повесили в центре деревни на виду у жителей.
После освобождения в деревне располагался инфекционный госпиталь № 4238 (с 1.10.1943 по 7.11.1943) и хирургический полевой передвижной госпиталь № 3573 (с 1.11.1943 по 15.11.1943), умерли от ран 7 советских солдат (похоронены в братской могиле в центре деревни). 185 жителей погибли на фронте, в память о них в 1957 году сооружён обелиск с именами (в 2015 году произведен капитальный ремонт). В 1959 году — центр коллективно-долевого хозяйства имени Ильича. Размещаются 9-летняя школа, Дом культуры, библиотека, фельдшерско-акушерский пункт, детский сад, комплексно-приёмный пункт бытового обслуживания, отделение связи, столовая, 2 магазина, баня.
До 1 августа 2008 года — центр Глыбоцкого сельсовета. С августа 2014 года располагается пограничная застава.
На 2015 год в составе агропромышленного предприятия ОАО «Знамя Родины», размещаются базовая 9-летняя школа, библиотека, фельдшерско-акушерский пункт, детский сад, отделения связи, магазин, пограничная застава, пункт упрощённого пропуска через государственную границу с Украиной, молочно-товарная ферма и молочно-товарный комплекс. Действует православная церковь Рождества Пресвятой Богородицы, которую в декабре 1990 года посетил Патриарший экзарх всея Беларуси Филарет и сопровождавший его секретарь Минского епархиального управления протоиерей Иоанн Хорошевич.

## Транспортная сеть
Транспортные связи по автомобильной дороге Глыбоцкое — Гомель, конечная станция автобусного маршрута Гомель — Глыбоцкое (отправление из Гомеля 6.15, 13.00, 18.00 на 2019 год). Планировка состоит из прямолинейной улицы, ориентированной с юго-запада на северо-восток, которая на востоке присоединяется к центру улицы, ориентированной почти меридионально. Застройка двусторонняя, деревянная, усадебного типа, уличное покрытие асфальтировано (кроме небольшой части одной из улиц). В 1991—1992 годах построены 104 кирпичных дома для переселенцев из мест, загрязнённых радиацией в результате Чернобыльской катастрофы.

## Население
- 1788 год — 271 ревизская душа.
- 1816 год — 97 дворов.
- 1834 год — 884 жителя.
- 1857 год — 945 жителей.
- 1886 год — 207 дворов, 1460 жителей.
- 1897 год — 253 двора, 1514 жителей (согласно переписи).
- 1909 год — 284 двора, 1856 жителей.
- 1926 год — 356 дворов.
- 1959 год — 1206 жителей (согласно переписи).
- 2004 год — 329 хозяйств, 713 жителей.

## Достопримечательность
- Храм Рождества Богородицы (1881 год), ул. Ленина, 150 —  Историко-культурная ценность Республики Беларусь, шифр 313Г000206.
- Братская могила (1943 год) —  Историко-культурная ценность Республики Беларусь, шифр 313Д000207.
- Памятный знак Герою Советского Союза военному лётчику И. А. Ковшарову[5].
- Памятный знак Героям Социалистического Труда П. П. Тимошенко и М. И. Борисенко.
- Информационный знак, установленный возле памятника воинам, погибшим в годы Великой Отечественной войны.

## Известные жители
- Абрамов, Семён Семёнович (7.10.1938, Глыбоцкое — 2017, Витебск) — доктор ветеринарных наук (1987), профессор Витебской академии ветеринарной медицины; Заслуженный работник образования Республики Беларусь.
- Ковшаров, Иван Акимович (1911, Глыбоцкое — 1998, Киев) — летчик, участник Великой Отечественной войны, Герой Советского Союза.
- Тимошенко, Пётр Павлович (1913, Глыбоцкое — 2009, Минск) — Герой Социалистического Труда (1974), заслуженный строитель БССР (1962), почётный гражданин Могилёва (1975).
- Борисенко, Михаил Иванович (25 июля 1917, Глыбоцкое — 2 января 1984, Москва) — профессор, член-корреспондент АН СССР, учёный в области систем управления ракет-носителей, межпланетных космических аппаратов и искусственных спутников земли, начальник отдела НИИ-885; Герой Социалистического Труда (1957), лауреат Ленинской (1960) и Государственной (1978) премий СССР.
- Целиков Иван Андреевич (1922, Глыбоцкое — 1992, Климовка) — ветеран спецчастей оперативной разведки Генштаба Красной Армии. Разведчик-диверсант в годы Великой Отечественной войны. В 1941 году окончил Московскую разведывательно-диверсионную школу. Участник разведывательной группы «Джек» (в составе 10 человек), в течение 150 суток выполнявшей задания с целью подготовки наступательной операции на оккупированной территории Восточной Пруссии (1944 г.). На основе деятельности разведгруппы «Джек» снят художественный фильм «Парашюты на деревьях» (1973)[6].